# Entomogramma anteponens
Entomogramma anteponens là một loài bướm đêm trong họ Erebidae.